# Marzhausen (Westerwaldkreis)
Marzhausen ist eine Ortsgemeinde im Westerwaldkreis in Rheinland-Pfalz. Sie gehört der Verbandsgemeinde Hachenburg an.

## Geographische Lage
Die 300 m hoch gelegene Gemeinde liegt zwischen Hachenburg und Altenkirchen am Rande der Kroppacher Schweiz und ist landwirtschaftlich geprägt. Nachbarorte sind im Norden Heuzert, im Nordosten Astert, im Südosten Müschenbach und Hattert, im Südwesten Mudenbach und im Westen Kroppach.

## Geschichte
Die erste urkundliche Erwähnung als Mertzhausen geht auf das Jahr 1346 zurück, wahrscheinlich abgeleitet vom Namen Martin oder Meinhard. 1579 hatte der Ort neun und 1793 23 Häuser. Westlich bzw. nordwestlich des Ortes lagen früher Dachschiefergruben, „Schieferkaul“ genannt. Die nordwestlich gelegene Grube wurde schon 1685 erwähnt. Schon vorher deckte Jakon, Leyendecker von Marzhausen, die Kirche zu Hachenburg neu; zum Bau eines Wachturmes 1749 in Hachenburg und für den Neubau der Katharinenkirche 1775 wurden Leyensteine aus Marzhausen geholt. Der Schieferabbau wurde noch in den Jahren von 1840 bis 1893 betrieben. Nach dem Zweiten Weltkrieg wurden alle Spuren beseitigt. Spätestens 1740 besaß der Ort eine Winterschule.
An der heutigen Köln-Frankfurter Straße lag ein alter Hof (Wüstung), von dem heute nur noch der Flurname „Ahle Hoff“ zeugt.
Kulturdenkmäler
→ siehe Liste der Kulturdenkmäler in Marzhausen
Bevölkerungsentwicklung
Die Entwicklung der Einwohnerzahl von Marzhausen, die Werte von 1871 bis 1987 beruhen auf Volkszählungen:
| Jahr | Einwohner         |
| ---- | ----------------- |
| 1579 | 9 Häuser          |
| 1624 | 12 Feuerstätten   |
| 1669 | 13 Räuche         |
| 1714 | 26 Mann, 3 Witwen |
| 1760 | 110               |

| Jahr | Einwohner |
| ---- | --------- |
| 1815 | 132       |
| 1835 | 138       |
| 1871 | 152       |
| 1905 | 170       |
| 1939 | 190       |

| Jahr | Einwohner |
| ---- | --------- |
| 1950 | 213       |
| 1961 | 242       |
| 1970 | 225       |
| 1987 | 215       |
| 1997 | 239       |

| Jahr | Einwohner |
| ---- | --------- |
| 2005 | 260       |
| 2011 | 253       |
| 2017 | 238       |
| 2023 | 259       |

## Politik

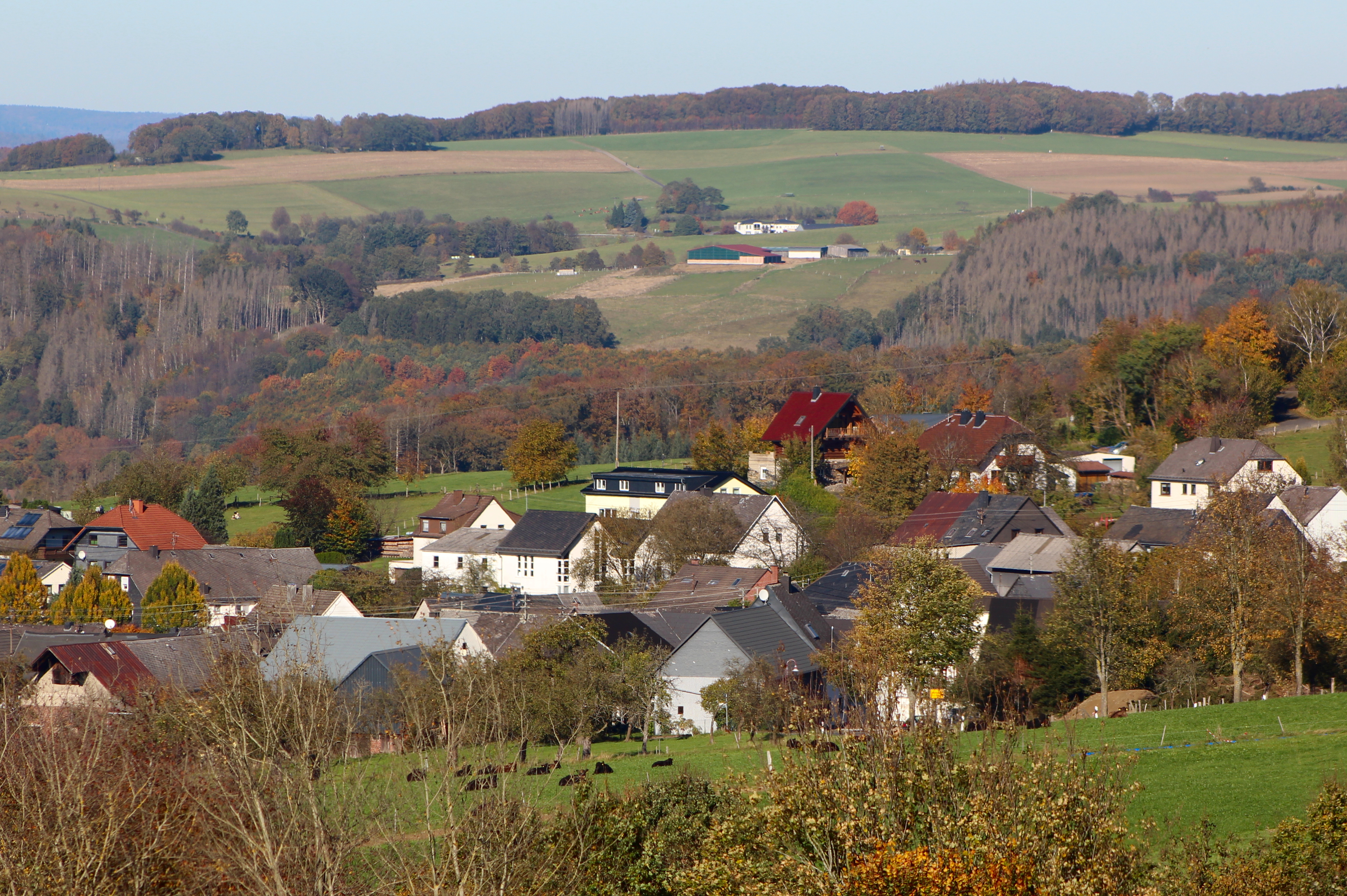
Ansicht von Marzhausen (2021)

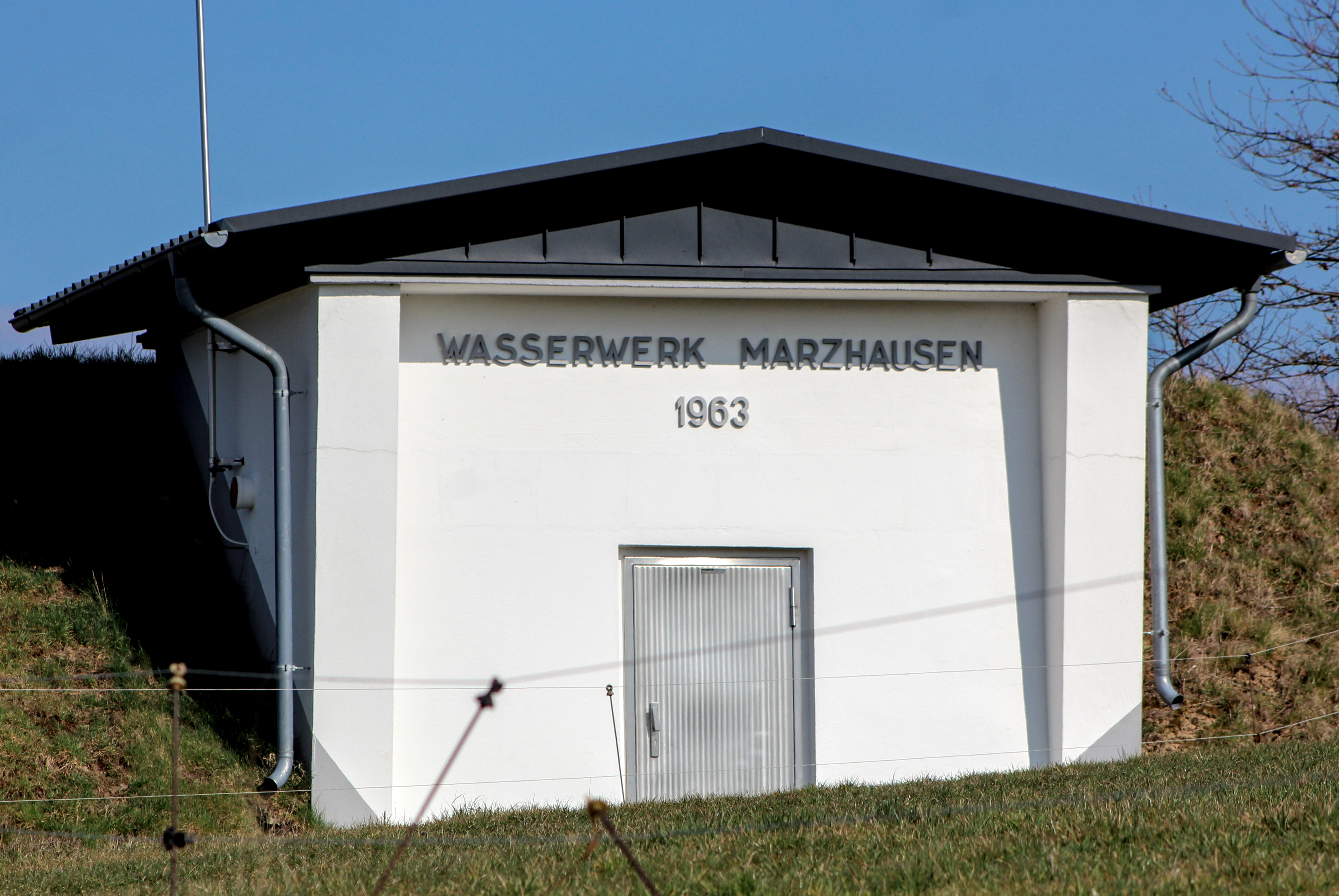
Das Wasserwerk von 1963

### Bürgermeister
Hans-Günter Mohr wurde am 1. April 2021 Ortsbürgermeister von Marzhausen. Bei der Direktwahl am 14. März 2021 war er mit einem Stimmenanteil von 88,7 % gewählt worden. Er wurde im Juni 2024 wiedergewählt.
Mohrs Vorgänger Gregor Brings hatte das Amt 2004 übernommen. Zuletzt bei der Direktwahl am 26. Mai 2019 mit einem Stimmenanteil von 75,47 % in seinem Amt bestätigt, hatte er es zum 31. März 2021 aus persönlichen Gründen niederlegt.

## Wirtschaft und Infrastruktur

### Kommunale Einrichtungen
Die Gemeinde verfügt über ein Gemeindehaus sowie eine Freizeitanlage mit Grillhütte und ein Wanderwegenetz.

### Verkehr
Marzhausen wird über die Bundesstraße 414 an das überörtliche Verkehrsnetz angeschlossen. Zu den Autobahnanschlüssen der A 3 (Mogendorf und Dierdorf) gelangt man über die B 8/B 413.